# 十二哩の暗礁の下に
『十二哩の暗礁の下に』（じゅうにまいるのあんしょうのしたに、Beneath the 12-Mile Reef）は1953年のアメリカ合衆国の映画。
出演はロバート・ワグナーなど。

## キャスト
| 役名       | 俳優                     | 日本語吹替 | 日本語吹替 |
| 役名       | 俳優                     | テレビ版1  | テレビ版2  |
| ---------- | ------------------------ | ---------- | ---------- |
| トニー     | ロバート・ワグナー       | 仲村秀生   | 志垣太郎   |
| ギネス     | テリー・ムーア (英語版)  | 上田みゆき |            |
| マイク     | ギルバート・ローランド   | 小林昭二   | 南原宏治   |
| ソクラテス | J・キャロル・ナイシュ    | 早野寿郎   | 八奈見乗児 |
| トマス     | リチャード・ブーン       | 大木民夫   | 大木民夫   |
| アーノルド | ピーター・グレイブス     | 広川太一郎 |            |
| グリフ     | ハリー・ケリー・ジュニア |            |            |
| ナレーター | ロック・ハドソン         |            |            |

- テレビ版1：放送日1970年7月20日 TBS『月曜ロードショー』※テレビ放映題：『12マイルの暗礁の下に』
- テレビ版2：放送日1976年7月23日 フジテレビ『ゴールデン洋画劇場』※テレビ放映題：『12哩の暗礁の下に』

## スタッフ
- 監督：ロバート・D・ウェッブ
- 製作：ロバート・バスラー
- 脚本：A・I・ベゼリデス
- 撮影：エドワード・J・クロンジャガー
- 編集：ウィリアム・レイノルズ
- 音楽：バーナード・ハーマン